# Шептицкий (герб)

Герб графов Шептицких

Шептицкий (пол. Szeptycki) — польский дворянский герб.

## Происхождение
Разновидность герба Долэнга. 

## Описание
- По версии Тадеуша Гайла: В поле червоном стоит подкова серебряная с крестом золотым рыцарским на изгибе, с левой стороны подковы стрела наконечником вверх, немного влево наклонённая.

Герб Шептицкий по версии Каспера Несецкого

- По версии Збигнева Лещица (пол. Zbigniew Leszczyc), цвет щита — голубой [1].

- По версии Каспера Несецкого[2]:

Подкова должна быть изгибом вверх поставлена, на ней сверху крест, как в гербе Побог, а левый её конец стрела пронзает снизу вверх, слегка в сторону щита наклонившись, над шлемом в короне три пера страусовых. (перевод с польск.)

## Гербграфов Шептицких
В поле червоном на плече  подковы серебряной крест рыцарский золотой, слева от нее стрела  золотая, влево наклонённая, с наконечником и оперением серебряными. Над щитом графская корона, над которой шлем с тремя перьями страусовыми. Намёт на щите красный, справа подбитый серебром, слева золотом. Со стороны правой щит держит золотой лев с языком красным, со стороны левой — гриф серебряный с языком красным, с золотыми клювом и когтями. Девиз ""A Cruce Salus"" (В Кресте — Спасение).

## Роды — носители герба
Владельцем герба является дворянский род Шептицких. Кроме того, герб использовали: Барцевич (Barcewicz), Гедвил (Gedwił), Гидвилло (Gidwiłło), Гедвилло (Giedwiłło), Границкий (Granicki), Громыка (Hromyka), Йодзевич (Jodziewicz), Касперович (Kasperowicz), Лавцевич (Ławcewicz), Монтвил (Montwił), Монтвилло (Montwiłło), Нейман (Nejman), Песлевич (Peslewicz), Пешлевич (Peszlewicz, Pieślewicz), Послевич (Poslewicz), Пошлевич (Poślewicz), Пшевлоцкий (Przewłocki), Расулевич (Rasulewicz), Разулевич (Razulewicz), Рупейко (Rupejko), Семплинский (Sempliński), Стребейко (Strebejko), Шнабович (Sznabowicz), Шнарбаховский (Sznarbachowski), Шнарбоховский (Sznarbochowski), Штрем (Sztrem), Шукшда (Szukżda), Вильбик (Wilbik).